# Кислородно-гелиевая терапия
Кислородно-гелиевая терапия (КГТ) подогретой газовой смесью используется в различных сферах медицины.
Используются газовые смеси 60% гелий и 40% кислород, 70% гелий и 30% кислород или 80% гелий и 20% кислород.

## Влияние КГТ на организм человека

### На систему дыхания
- Облегчает диффузионную способность дыхания;
- Снижает турбулентность в бронхах и сопротивление вдоху.

### На систему кровообращения
- Уменьшает общее периферическое сопротивление сосудистого русла;
- Снижает давление в легочной артерии;
- Увеличивает кровоток в легких и верхних дыхательных путях.

### На систему терморегуляции
- Увеличивает или уменьшает теплоотдачу в зависимости от температуры дыхательной газовой смеси и от содержания кислорода.

### На нервную систему
- Уменьшает пороги возбуждения;
- реверсия анестезии;
- психостимуляция.

### На когнитивные способности
Улучшает:
- Восприятие;
- Внимание;
- Память;
- Мышление.

А также:
- нивелирует наркотический эффект воздействия других инертных газов;
- Выводит из состояния гипоксии и гипотермии.

## Назначение Кислородно-гелиевой терапии в медицине
В пульмонологии для лечения хронической бронхообструкции в качестве самостоятельного терапевтического средства и как инновационная газовая среда для введения ингаляционных фармакологических средств.
В анестезиологии и реаниматологии для лечения острой дыхательной недостаточности различного генеза в качестве компонента респираторной поддержки.
В кардиологии как компонент лечения ишемической болезни сердца и артериальной гипертензии.
В офтальмологии при применении в комплексе с консервативной терапией повышает эффективность лечения, в частности повышается острота зрения, снижается выпадения полей зрения при атрофии зрительного нерва, происходит компенсация соматической патологии.
В водолазной медицине как высокоэффективное средство лечения острой декомпрессионной болезни и последствий баротравмы легких, а также для лечения хронических расстройств кровообращения, связанных с перенесенной кессонной болезнью. 
При переохлаждениях организма применение подогретых кислородно-гелиевых смесей является наиболее эффективным и доступным средством для безопасного и эффективного выведения пострадавших из тяжелой осложненной гипотермии. 
В спортивной медицине для ускоренной реабилитации во время подготовки к соревнованиям, при экстренном восстановлении после тяжелых умственных и физических нагрузок.

## Кислородно-гелиевая терапия (КГТ) в спорте высших достижений
Установлено, что при методически правильном проведении ингаляций кислородно-гелиевыми смесями улучшается качество адаптации спортсменов к физическим нагрузкам, оптимизируется психоэмоциональное состояние спортсменов, состояние сердечно-сосудистой и дыхательной систем.

### Применение в различных видах спорта
- в подготовке хоккейной команды, состоящей в основном из кандидатов в мастера и мастеров спорта;
- в процессе тренировок и соревнованиях среди  кандидатов в мастера и мастеров спорта по баскетболу;
- в подготовке спортсменов молодежной сборной России по фехтованию;
- в подготовке спортсменов сборной России по пулевой стрельбе;
- в подготовке спортсменов по плаванию;
- в подготовке спортсменов сборной России по гребле на байдарках и каноэ на соревновательном этапе подготовки.

## Использование КГТ в лечении COVID-19
Кислородно-гелиевая терапия включена в "ВРЕМЕННЫЕ МЕТОДИЧЕСКИЕ РЕКОМЕНДАЦИИ ПРОФИЛАКТИКА, ДИАГНОСТИКА И ЛЕЧЕНИЕ НОВОЙ КОРОНАВИРУСНОЙ ИНФЕКЦИИ (19-COVID)" версия 6 (28.04.2020) и используется в ряде ведущих клиник России. Например, заключение главного врача Клинической больницы в Республике Коми.